# Buenos Aires 8
Buenos Aires 8 fue un destacado grupo vocal de tango y música folklórica de Argentina creado en Buenos Aires en 1968. La revista alemana Twen los consideró como "el mejor conjunto vocal popular del mundo".
Los arreglos y la dirección estaban a cargo de Horacio Corral. A lo largo de su historia los integrantes fueron Chichita Fanelli (soprano), Lidia Tolaba (soprano), Ani Grunwald (soprano), Magdalena León (soprano), Analía Lovato (mezzosoprano), Clara Steinberg (contralto), Laura Hatton (mezzosoprano), Miguel Odiard (tenor), César Tolaba (tenor), Pablo Skrt (tenor) , Florencio Morales (tenor), Horacio Corral (barítono y contrabajo) y Fernando Llosa (bajo).
Con arreglos vocales de temas originalmente instrumentales, lograron una notable calidad en sus interpretaciones de música popular argentina. Su álbum Buenos Aires Hora 8, grabado en el sello discográfico Music Hall y dedicado íntegramente a la obra de Astor Piazzolla, ha sido considerado uno de los mejores álbumes de la historia de la música de Argentina. El propio Astor Piazzolla, al escucharlo, escribió:

Estas impresiones sobre B.A.8 la doy por la única razón de que son realmente notables. Nuestra música ciudadana comienza una nueva etapa sonora. Esta es la mejor manera de jerarquizar el tango. Con CALIDAD. Esto prevalecerá.
Astor Piazzolla, 1970.

## Cine
Intérprete
- El canto cuenta su historia (1976)

Música
- Adiós reino animal (1979)
- Proceso a la infamia (1974)

Intérprete de la música
- Los días que me diste (1975)
- Una mujer, un pueblo (1974)

## Discografía

### Álbumes
1. Buenos Aires 8 (1969)
2. Buenos Aires Hora 8 (1970)
3. A puro tango (1973)
4. La última palabra (1976)